# Muñosancho
Muñosancho – gmina w Hiszpanii, w prowincji Ávila, w Kastylii i León, o powierzchni 19,72 km². W 2011 roku gmina liczyła 122 mieszkańców.